# Municipio de Center (condado de Fayette)
El municipio de Center (en inglés: Center Township) es un municipio ubicado en el condado de Fayette en el estado estadounidense de Iowa. En el año 2010 tenía una población de 313 habitantes y una densidad poblacional de 3,29 personas por km².

## Geografía
El municipio de Center se encuentra ubicado en las coordenadas 42°52′2″N 91°54′18″O / 42.86722, -91.90500. Según la Oficina del Censo de los Estados Unidos, el municipio tiene una superficie total de 95.09 km², de la cual 94,98 km² corresponden a tierra firme y (0,11 %) 0,11 km² es agua.

## Demografía
Según el censo de 2010, había 313 personas residiendo en el municipio de Center. La densidad de población era de 3,29 hab./km². De los 313 habitantes, el municipio de Center estaba compuesto por el 97,76 % blancos, el 0,32 % eran afroamericanos y el 1,92 % eran de una mezcla de razas. Del total de la población el 0,64 % eran hispanos o latinos de cualquier raza.